# Зірка надії
«Зірка надії» (рос. «Звезда надежды») — російсько-вірменський радянський художній фільм 1978 року режисера Едмонда Кеосаяна, знятий за мотивами історичного роману Сіро Ханзадян «Мхітар Спарапет».

## Сюжет
Фільм складається з двох серій: «Давид-Бек» і «Мхітар». Фільм оповідає про боротьбу вірмен під проводом Мхітара Спарапета з турецькими завойовниками.

## У ролях
- Армен Джигарханян —  Мхітар Спарапет
- Едішер Магалашвілі —  Давид-Бек
- Лаура Геворкян —  Сатенік
- Сос Саркісян —  Мовсес
- Хорен Абрамян —  Тер-Аветіс
- Коте Даушвілі —  Бархударов
- Овакім Галоян —  Абдулла-паша
- Алла Туманян —  Гоар
- Людмила Оганесян —  Зарманд
- Гуж Манукян —  Мігран
- Едгар Елбакян —  Пхіндз Артін
- Гегам Арутюнян —  Мусі
- Авет Геворкян —  Джафар
- Георгій Асланян —  Мурад-Аслан
- Рафаель Сароян —  горбатий
- Володимир Абаджян —  Есаї
- Олександр Хачатрян —  Нубар
- Корюн Григорян —  Горгі
- Валентин Маргуні —  Овакім
- Рубен Мкртчян —  Пакі
- Азат Гаспарян —  Гічі
- Павло Махотін —  полковник
- Олена Оганесян —  дружина Артіна
- Валентина Титова —  епізод
- Микола Граббе —  епізод
- Ніна Гюзалян —  дитина
- Артуш Гедакян —  масажист
- Рубен Мовсесян —  Кот
- Грайр Карапетян —  Баяндур

## Знімальна група
- Режисер: Едмонд Кеосаян
- Автори сценарію: Костянтин Ісаєв, Сіро Ханзадян
- Оператор: Михайло Ардаб'євський
- Художник: Степан Андранікян
- Композитор: Едгар Оганесян